# Santa Maria Donnalbina
Koordinaten: 40° 50′ 40,5″ N, 14° 15′ 9,2″ O
Santa Maria Donnalbina („Heilige Maria, weiße Dame“) ist der Name einer barocken Kirche im historischen Zentrum von Neapel, in der gleichnamigen Straße.

## Geschichte
Die Kirche besteht eigentlich bereits seit dem 11. Jahrhundert. Im 16. Jahrhundert begann man jedoch mit einem Neubau, der im 17. Jahrhundert fertiggestellt wurde. Die führenden Architekten waren Bartolomeo Picchiatti und später Arcangelo Guglielmelli.

## Beschreibung

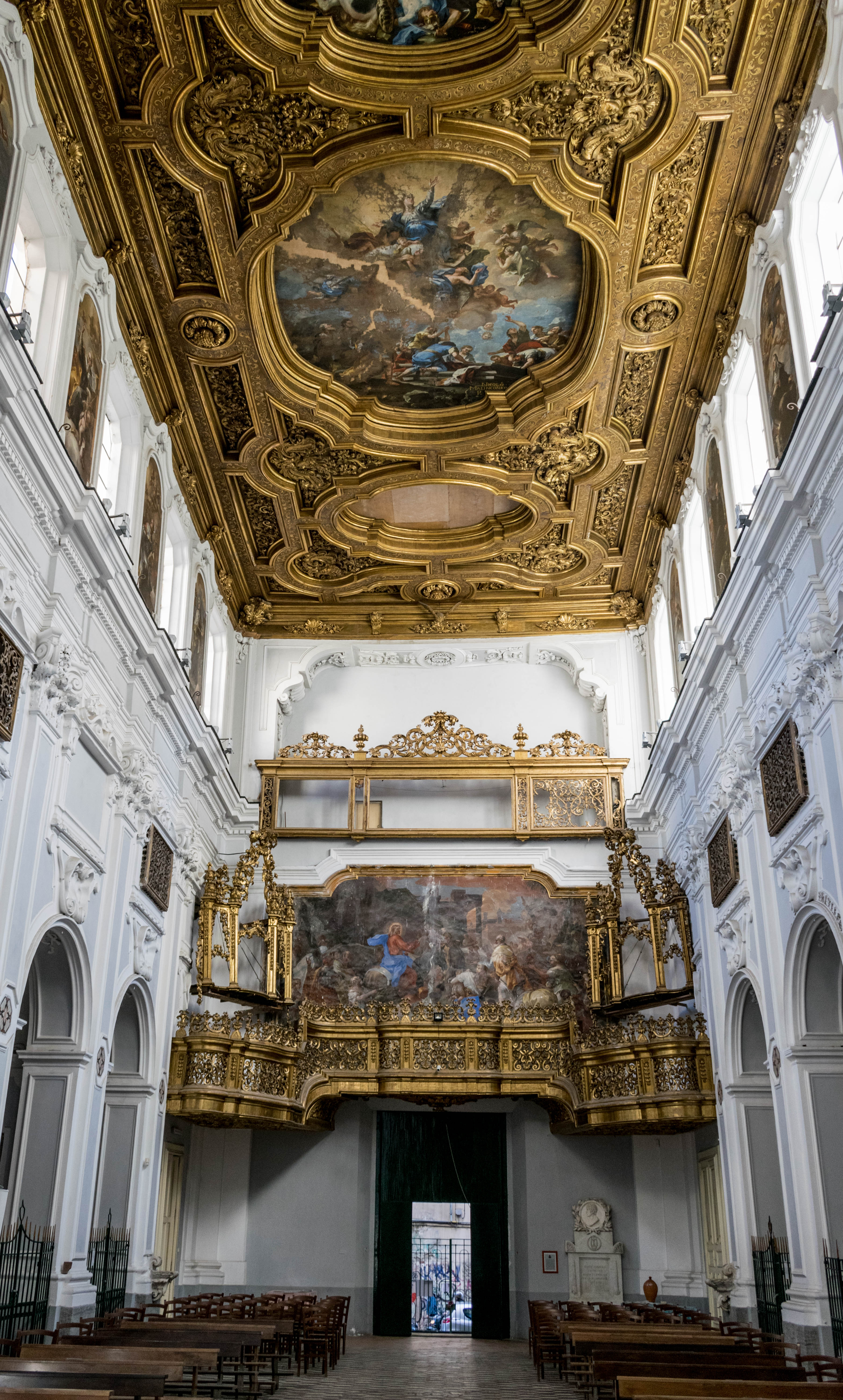
Blick zum Eingang mit der Orgelempore

Die Kirche ist ein bedeutendes Meisterwerk des neapolitanischen Barock. Das Innere ist einschiffig, mit vier Kapellen an jeder Seite. In symbolischer Übereinstimmung mit dem Beinamen Donnalbina (weiße Dame), der sich auf die makellose Reinheit der Jungfrau Maria bezieht (und sehr wahrscheinlich auch auf ihre unbefleckte Empfängnis), sind die Wände und Pilaster mit ihren Komposit-Kapitellen in Weiß und sehr blassem Grau gehalten und mit elegantem Stuck verziert. Über den Arkaden der Seitenkapellen befinden sich reichornamentierte vergoldete Gitter, und zwischen den Fenstern in der oberen Wandzone Gemälde von Heiligen von Nicola Malinconico.
Die prächtige geschnitzte und vergoldete Kassettendecke schuf Antonio Guidetti im Jahr 1701. In die Decke sind drei weitere Gemälde von Malinconico eingelassen: Die Himmelfahrt Mariä, Sant’Agnello vertreibt die Sarazenen aus Neapel und Das Martyrium der heiligen Agathe (alle von 1701).
Die Kuppel über der Vierung wurde zwischen 1692 und 1695 von Francesco Solimena freskiert, mit Tugenden und Heiligen, und als Hauptbild: Christus zeigt dem Heiligen Benedikt die Verbreitung seines Ordens. Solimena malte auch mehrere Gemälde für die Altäre des Querschiffs: die Geburt Christi, die Visitation, die Verkündigung an die Hirten, der Traum des Joseph und die Flucht nach Ägypten (Ende des 17. Jahrhunderts).

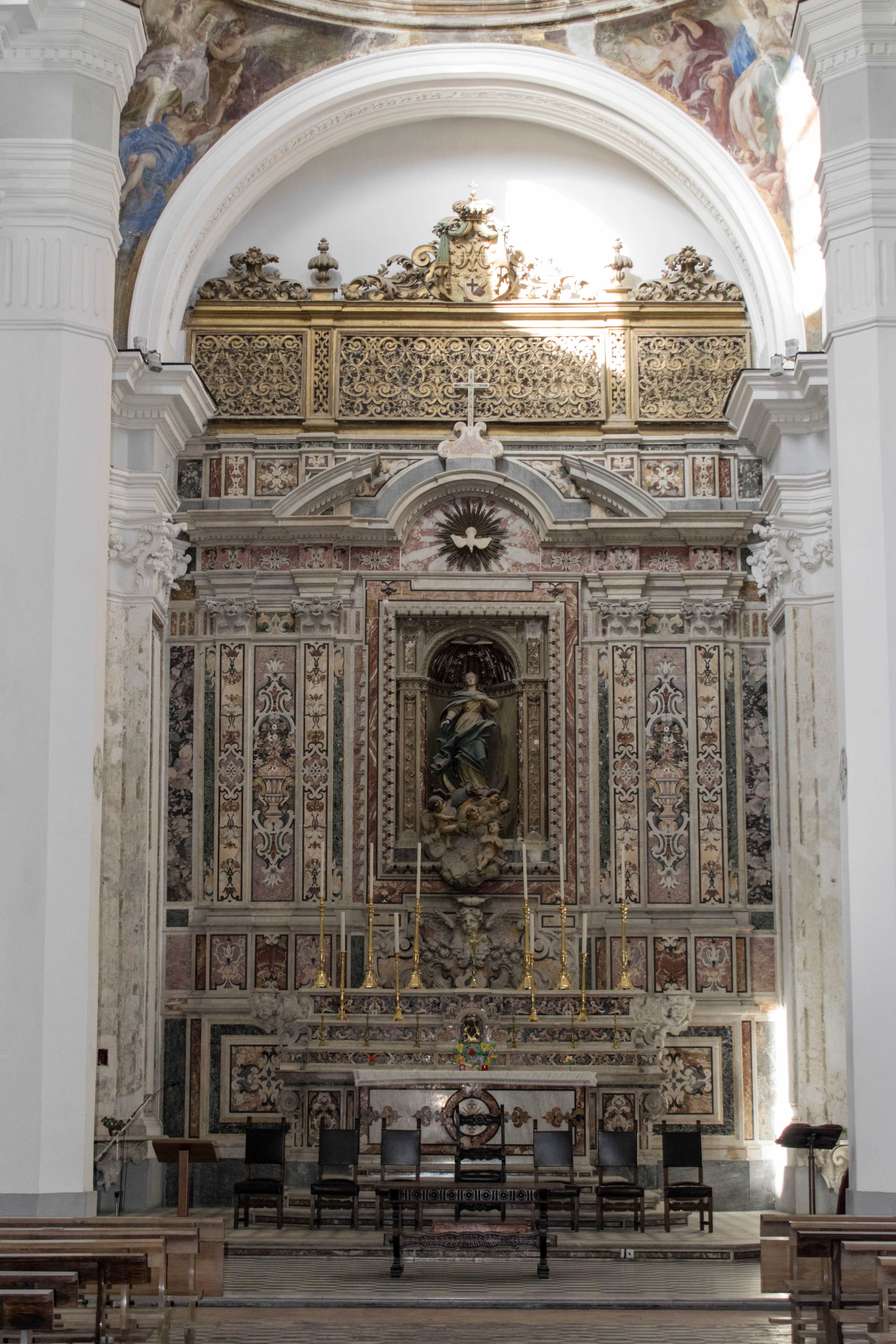
Hochaltar mit Maria Immaculata im Zentrum

Der marmorne Hauptaltar ist ein Wunderwerk der Pietradura-Kunst mit üppigen Einlegearbeiten von Blumen, Ranken und anderen floralen Motiven. Er bildet den Rahmen für eine Maria-Immaculata-Skulptur auf Wolken in der zentralen Nische, darüber schwebt die Taube des heiligen Geistes. Der Altar wird bekrönt von einem reich ornamentierten Gitter aus geschnitztem und vergoldetem Holz (ähnlich den Gittern über den Arkaden der Seitenkapellen, aber größer).
In der zweiten Seitenkapelle rechts malte Domenico Antonio Vaccaro 1736 ein imaginäres Porträt des Stadtpatrons von Neapel San Gennaro (= Januarius) und einen Heiligen Bischof.
Auf der Empore über dem Eingang sind noch die barocken Gehäuse der Orgel von 1699 zu sehen, die ein Fresko von Nicola Malinconico umrahmen: den Einzug Jesu in Jerusalem.
Darunter, direkt neben dem Eingang links, befindet sich das Grabmal des berühmten Opernkomponisten Giovanni Paisiello (1740–1816), das 1816 von Angelo Viva geschaffen wurde. Dieses stand ursprünglich in der Kirche San Francesco, die jedoch Ende des 19. Jahrhunderts abgerissen wurde, als man im Zuge des sogenannten „Risanamento“ von Neapel die Via Guglielmo Sanfelice verbreiterte. Paisiello war Mitglied in der Bruderschaft dell’Immacolata des dritten Ordens der Franziskaner, die selber 1891 ihren Sitz von San Francesco hierher nach Santa Maria Donnalbina verlegen musste, und auch für den Umzug des Grabmals sorgte.

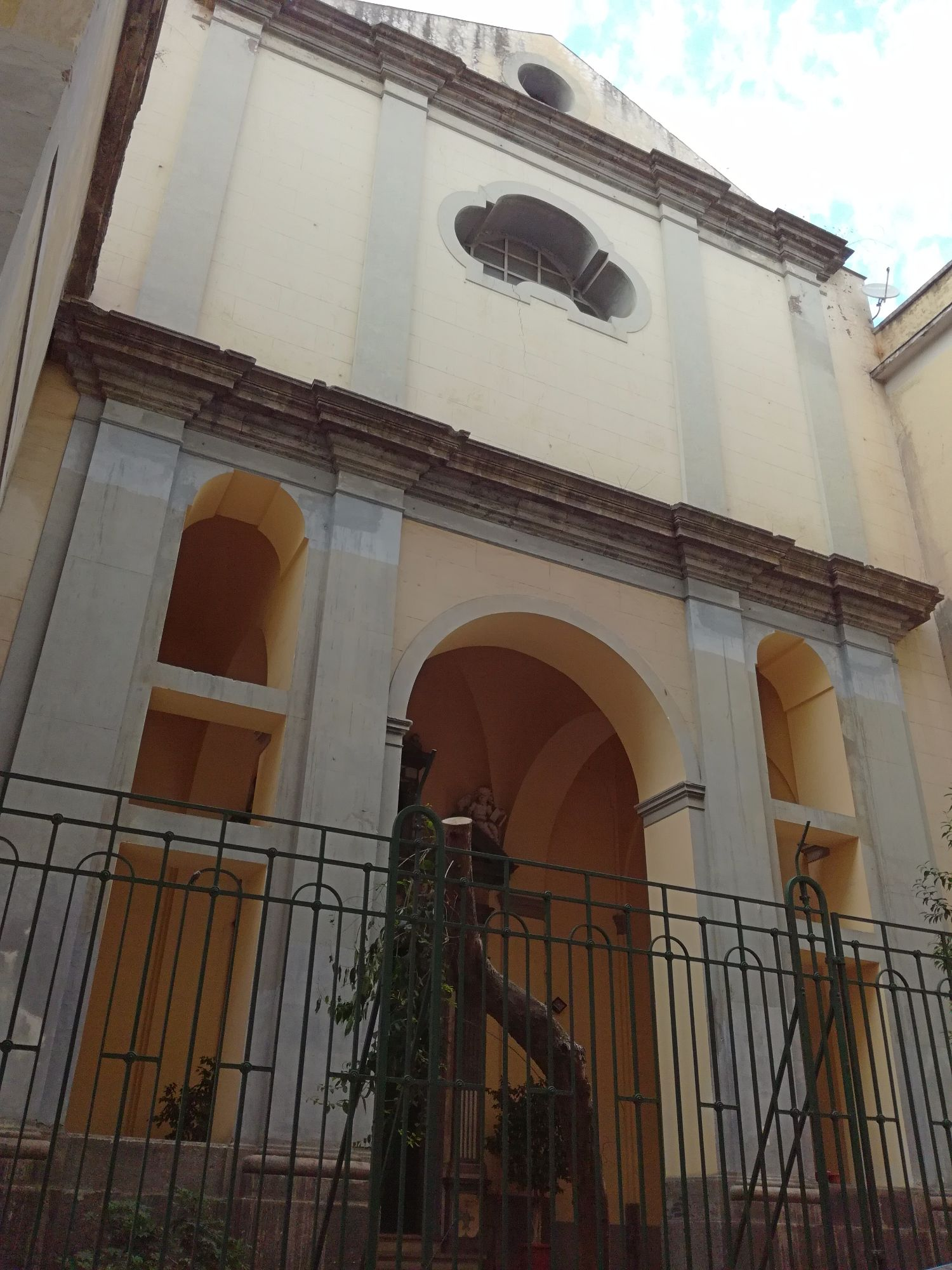
Fassade von Santa Maria Donnalbina
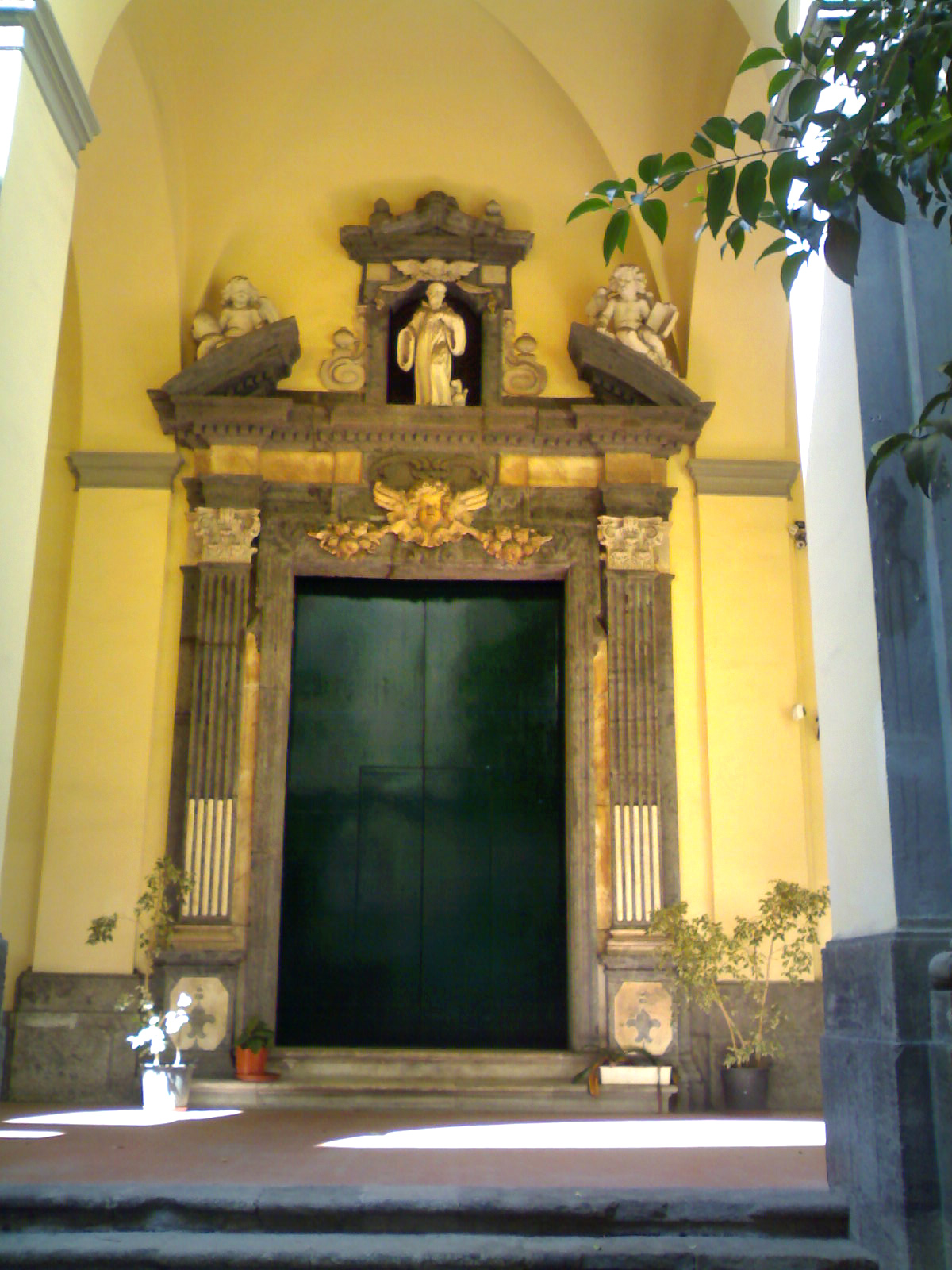
Portal
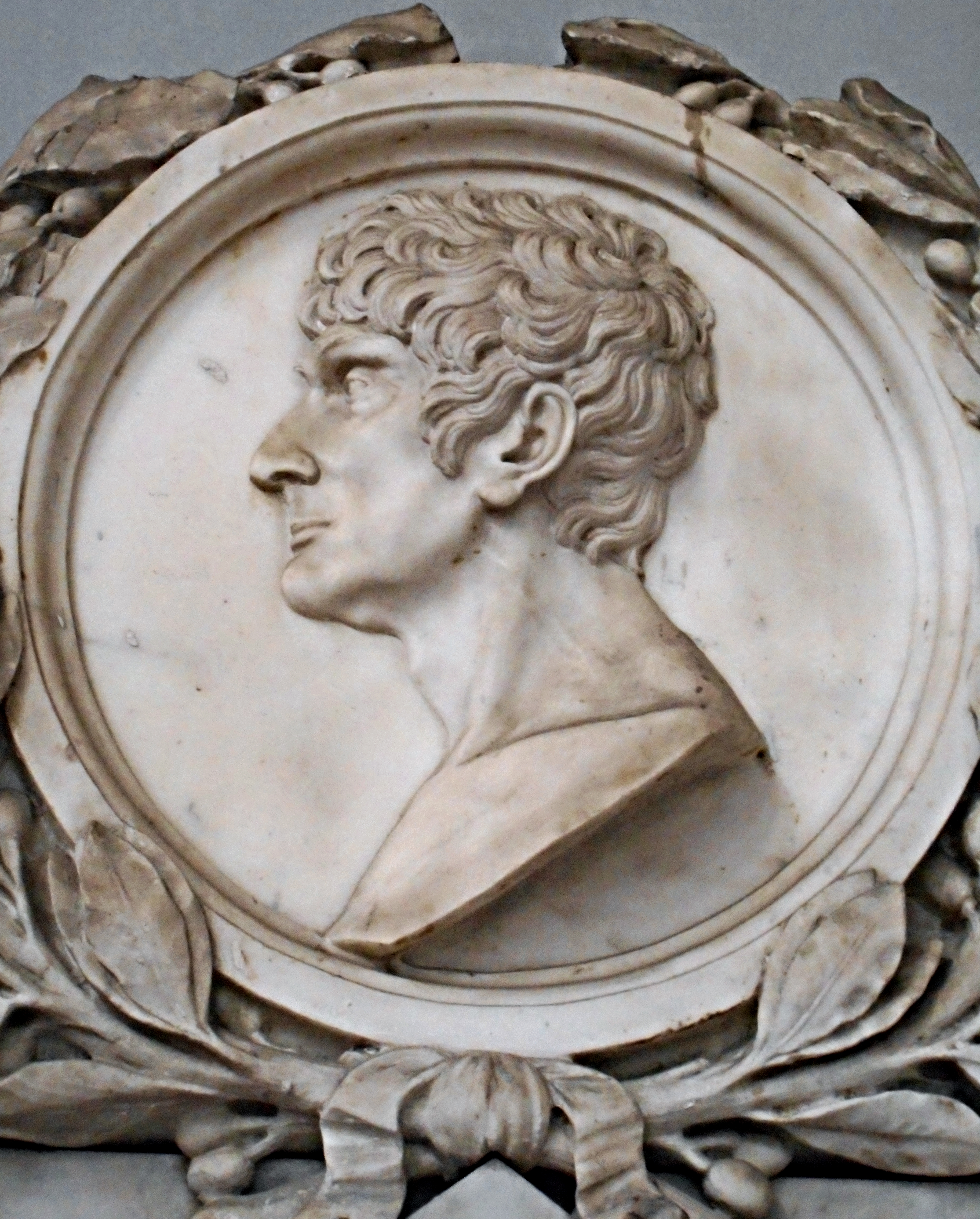
Grabmal von Giovanni Paisiello (Detail) von Angelo Viva (1748–1837)

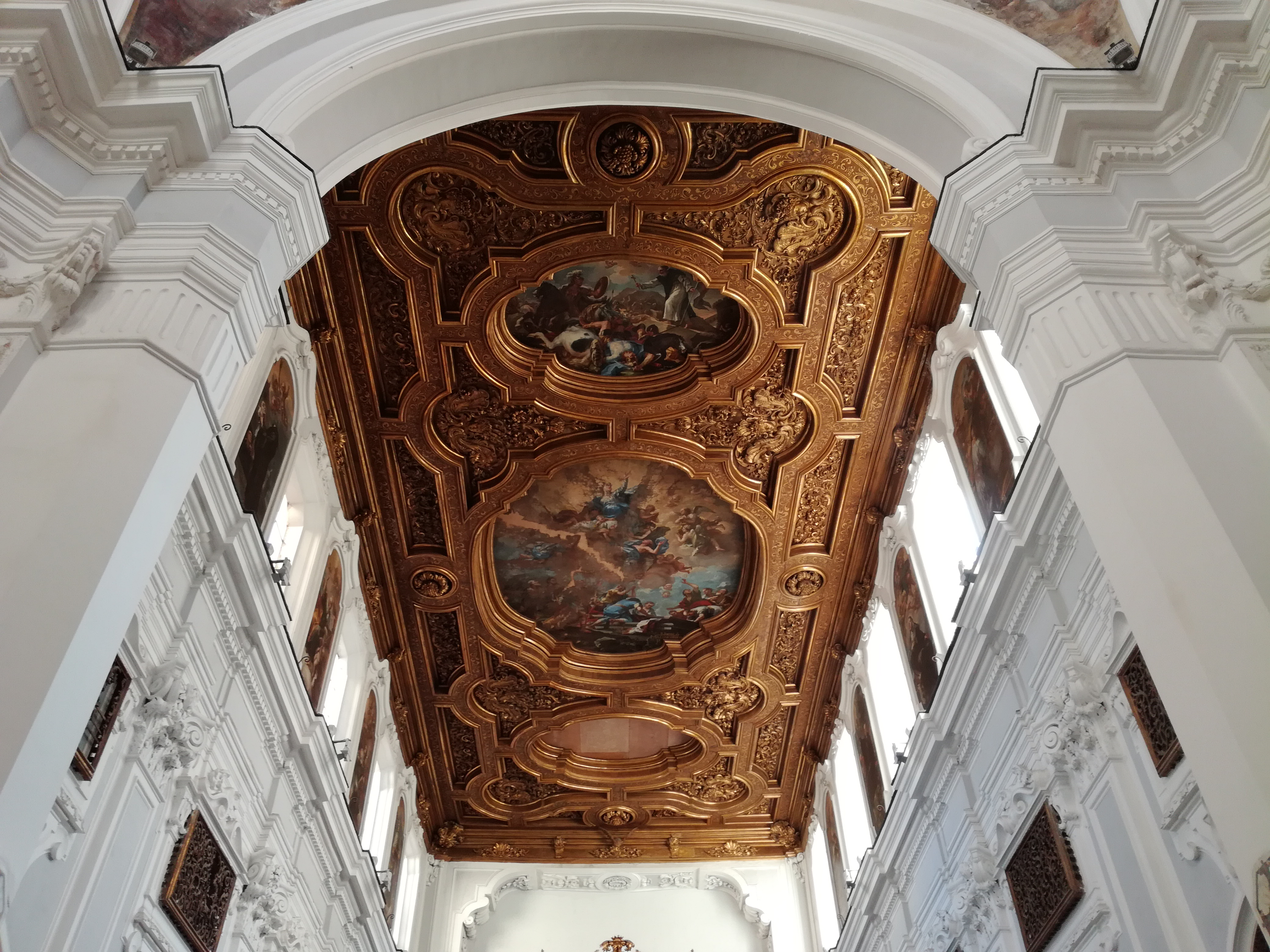
Blick von der Vierung zur Decke im Hauptschiff

## Einzelanmerkungen
1. 1 2 3 4 5 6 7 8 9  Informationen über die Kirche Santa Maria Donnalbina auf der Website: Napoligrafia, abgerufen am 9. November 2018 (italienisch)
2. ↑  Carlo Raso: Napoli. Guida Musicale. Tutta la città in 34 itinerari. Franco Di Mauro Editore, 2004